# Brochuchus pigotti
Brochuchus pigotti  Tchernov and Van Couvering, 1978 è un coccodrillo estinto, vissuto nel Miocene inferiore (circa 20 - 16 milioni di anni fa). I suoi resti fossili sono stati ritrovati in Africa (Kenya) e in Asia (Arabia Saudita).

## Descrizione
Questo animale è noto per alcuni fossili che permettono di ricostruire un coccodrillo di dimensioni relativamente modeste. La lunghezza doveva essere sicuramente superiore a quella dell'attuale coccodrillo nano (Osteolaemus tetraspis), che non supera 1,5 metri di lunghezza, ma non era di certo paragonabile a quella di altri coccodrilli attuali (come Crocodylus palustris e C. niloticus). Brochuchus era caratterizzato da un cranio piatto e relativamente stretto, e possedeva due rilievi prominenti sulla superficie del muso.

## Tassonomia
I fossili di questo animale sono stati descritti per la prima volta nel 1978, sulla base di fossili ritrovati nella formazione Hiwegi nell'isola di Rusinga, in Kenya. Inizialmente i resti furono attribuiti a una nuova specie del genere Crocodylus (C. pigotti), ma analisi filogenetiche effettuate nel 2013 in seguito alla scoperta di nuovi fossili hanno determinato che la specie era attribuibile a un genere a sé stante, Brochuchus (in onore di Chris Brochu, uno dei massimi esperti di coccodrilli fossili al mondo). L'analisi filogenetica indica che questo animale era uno stretto parente dell'attuale Osteolaemus, in un clade informalmente noto come "osteolemini". Questo clade, strettamente imparentato al genere Crocodylus, era notevolmente diversificato nel corso del Terziario: oltre all'attuale coccodrillo nano, il gruppo comprendeva Brochuchus, di medie dimensioni e dal muso allungato, il malgascio Voay dalle corna posteriori e il grande Rimasuchus. Tra gli osteolemini, Brochuchus era strettamente imparentato con un coccodrillo ancora senza nome, noto come KNM-LT 24081, proveniente dal giacimento di Lothagam in Tanzania. Fino all'analisi del 2013, anche il gigantesco Euthecodon dal muso stretto era ritenuto essere un membro degli osteolemini; ora quest'ultimo genere è ritenuto affine al genere attuale Mecistops, al di fuori dal gruppo degli osteolemini. 
La forma del corpo di Brochuchus era quella tipica dei coccodrilli, robusta e forte. Come molti altri coccodrilli, questo animale doveva essere un predatore e probabilmente passava gran parte del suo tempo in acqua. Come mostrato dai numerosi fossili di mammiferi ritrovati sull'isola di Rusinga, Brochuchus viveva accanto ad alcune specie di proboscidati e di primati, tra cui il ben noto Proconsul. Anche se non vi è una prova diretta di cosa mangiasse Brochuchus, è possibile che almeno occasionalmente si sia nutrito di Proconsul; se così fosse, Brochuchus potrebbe essere uno dei primi coccodrilli antropoidofagi ("mangiatori di scimmie"). 